# Mount Vernon (Ohio)
Mount Vernon ist eine City im amerikanischen Bundesstaat Ohio. Sie ist Bezirksamtsitz des Knox Countys. Das U.S. Census Bureau ermittelte bei der Volkszählung 2020 eine Einwohnerzahl von 16.956.

## Geografie
Mount Vernon liegt in der Mitte Ohios, im Nordosten der Vereinigten Staaten. Der Kokosing River und der U.S. Highway 36 durchlaufen das Stadtgebiet.

## Geschichte
Die Stadt wurde im Jahr 1805 von Joseph Walker, Thomas B. Patterson und Benjamin Butler gegründet. Benannt wurde Mount Vernon nach dem gleichnamigen Landsitz des ersten Präsidenten der Vereinigten Staaten, George Washington. Die ersten Einwohner der Stadt stammten aus den Bundesstaaten Virginia, Maryland, New Jersey und Pennsylvania. Drei Jahre später, im Jahr 1808, wurde das Knox County gegründet.
1851 eröffnete das Woodward Opera House, das heute als ältestes freistehendes Opernhaus der Vereinigten Staaten gilt.

## Wirtschaft und Infrastruktur
1833 wurde in Mount Vernon das Maschinenbau-Unternehmen Cooper Industries gegründet, heute eines der ältesten noch bestehenden Großunternehmen der USA. Ein weiteres ansässiges Unternehmen ist Rolls-Royce Energy Systems, ein Tochterunternehmen von Rolls-Royce.

## Söhne und Töchter der Stadt
- Dan Emmett (1815–1904), Komponist
- Lansford Hastings (ca. 1819–1870)
- Frank H. Hurd (1840–1896), Politiker
- Paul Lynde (1926–1982), Schauspieler und Komiker
- Daniel Sheldon Norton (1829–1870), Politiker
- Ralph Washington Sockman (1889–1970), Autor und Radiomoderator
- Jim Stillwagon (* 1949), Footballspieler
- Jeff Williams (* 1950), Jazz-Schlagzeuger